# Ondřej Kovařík
Ondřej Kovařík (ur. 21 sierpnia 1980 w Kyjovie) – czeski polityk i urzędnik, poseł do Parlamentu Europejskiego IX i X kadencji.

## Życiorys
Kształcił się w zakresie stosunków międzynarodowych w Wyższe Szkole Ekonomicznej w Pradze. Następnie studiował we Francji w École nationale d’administration. Pracował w Urzędzie Rządu Republiki Czeskiej, zajmował stanowisko zastępcy dyrektora do spraw organizacyjnych i logistyki. Pełnił też funkcję dyrektora gabinetu pierwszego zastępcy ministra obrony. Później został głównym doradcą ANO 2011 w Europarlamencie i asystentem eurodeputowanej Dity Charanzovej. W wyborach w 2019 jako bezpartyjny kandydat z listy ANO 2011 uzyskał mandat posła do PE IX kadencji. W 2024 z powodzeniem ubiegał się o reelekcję. W kwietniu 2025 ogłosił rezygnację z mandatu, co motywował względami rodzinnymi; odszeł z PE pod koniec lipca 2025.